# Esther Scliar
Esther Scliar   (Porto Alegre, 28 de setembre de 1926 - Rio de Janeiro, 18 de març de 1978) va ser una compositora, musicòloga, directora, professora de música i pianista brasilera.

## Biografia
Els seus pares foren Isaac i Rosa Scliar. Passà els primers anys de vida a Rivera, Uruguai, però els seus pares es varen separar i Scliar es mudà amb Isaac a Passo Fundo, on la seva germana i ella foren criades per la seva tia, Jayme Scliar Kruter. Scliar rebé classes de piano a Passo Fundo amb Eva Kruter Kotlhar i Judith Pacheco. Després que el seu pare es tornés a casar, es mudà amb ell a Porto Alegre, on es graduà en l'American College i en piano a l'Instituto de Artes.
En graduar-se, es dedicà a donar classes de piano i continuà els estudis de composició a l'Institut de Belles Arts. En 1948, es trasllada a Rio de Janeiro per estudiar contrapunt, harmonia i composició amb H. J. Koellreutter, qui influirà decisivament en la seva formació, i més tard a Venècia amb Hermann Scherchen. El 1950 intentà suïcidar-se, i més tard s'afilià a les Joventuts Comunistes del PCB (Partit Comunista del Brasil).
El 1951, Scliar es traslladà a Porto Alegre, on ensenyà piano, harmonia i solfeig i treballà com a pianista de l'Orquestra Simfònica de Porto Alegre. El 1952 estudià direcció coral amb Nilda Müller a Montevideo i fou la primera directora del Cor de l'Associació de Joves Músics de Porto Alegre. Allà va desenvolupar una extensa carrera com a compositora i també va escriure obres de teatre. El 1956, tornà a Rio de Janeiro per estudiar amb Claudio Santoro i més tard amb Edino Krieger. L'any 1961, compongué la Sonata para piano, amb la qual guanyà el I Concurs Nacional de Composició promogut per la ràdio MEC. El 1966 va escriure la música de la pel·lícula La pèrdua de Mario Fiorani i va rebre un premi a la "Millor Cançó" a la Brazilian Film Week II.
L'any 1967 fou convidada a impartir teoria, anàlisi musical i composició a l'Institut Villa-lobos i als Seminarios de Música Pró-Arte. Entre els seus estudiants que van triomfar en el món artístic hi ha Milton Nascimento, Egberto Gismonti i Ronaldo Miranda. Formà part de jurats de nombrosos concursos nacionals per a músics i cors, i participà a la II Biennal de Música Contemporània de Rio de Janeiro.
El 1952 va descobrir que havia contret tuberculosi, i el 1968 va patir un vessament cerebral que la va obligar a deixar la seva posició a l'Institut Villa-lobos. El seu pare va morir el 1975 i tres anys després Scliar acabà prematurament amb la seva vida a l'edat de 51.

## Estil
Esther Scliar va pertànyer a una generació de músics que experimentà moviments de realineament estètic als escenaris brasileny i internacional, en el curs de la dècada dels 40. Durant aquest període també sorgiren forts debats entre els músics nacionalistes i els membres del recent fundat Grup Música Viva, les activitats del qual impulsaren l’escena musical brasilenya de la primera meitat del segle xx.

El 1948 va viatjar amb Eunice Catunda a Europa, entrant en contacte amb les tècniques dodecafòniques que hi predominaven, sobretot per influència de Koellreutter. Llavors utilitzaria el dodecafonisme en obres com 'Movimiento del cuarteto' (1966), ‘A busca da Identidad entre el hombre y el río' (1971) y 'Sentimento del tempo' (1973) per cor, i la banda sonora de la pel·lícula ‘A Defeat’ (1966).
Vaig treballar la música amb la tècnica dodecafònica, perquè vaig veure que aquesta era la que expressaria millor l'estat d'ànim sol·licitat pel director […] de suspens, necessari per estimular l'observació de l'espectador.(Scliar, 1967)
Scliar criticaria posteriorment aquest sistema en les seves cartes obertes, però a jutjar del seu testimoni això no representà un conflicte a l'hora d'explorar-lo com a possible camí musical. El llegat d'Esther Scliar no es limità a la música clàssica, Paulinho de Viola comenta:
Durant aquest període hi van haver moltes trobades per parlar de política, cultura, moviments en general, i a vegades músics de la música popular s'ajuntava amb els de la música clàssica, i aquest intercanvi era molt important perquè la gent s'anés coneixent. Esther va tenir molta influència en l'àmbit de la música popular perquè molts artistes d'aquest àmbit van començar a estudiar amb ella
El compromís polític lligat a les seves activitats professionals com a directora de cors, sovint de les joventuts comunistes, a Porto Alegre i Rio de Janeiro fan que la música vocal sigui el gènere predominant de la seva obra, amb exemples destacats com O Menino Ruivo (1962) y Canción menor con final heroico (1964). També va escriure diverses obres influides pel nacionalisme brasileny, amb referències implícites o explícites al material folklòric com per exemple Maracatu elefant o Ofolú loreré és. Ella mateixa va afirmar el 1976 en una de les seves últimes entrevistes:
Por descomptat, sempre queda l'obstacle d'una audiència estreta. Només per tenir una idea de com de restringit és aquest públic, alguna vegada has sentit a parlar de la censura de la música clàssica? No en té. Fins i tot quan s'utilitzen temes brasilenys. Sempre intento utilizar elements lligats a la nostra cultura. A la meva última composició hi havia elements de macumba (LIVRARIA, 1976) 56.
L'estudi de la trajectòria pedagògica va provocar el reconeixement dels seus contemporanis. Va ser co-responsable de l'organització de currículums de centres com l'Institut Villalobos a Rio De Janeiro. A més, va orientar la formació de molts músics tant a les ciutats on va residir com a aquelles en què va ser convidada a fer cursos, com Rio De Janeiro, Brasília, Natal, Ouro Preto, Fortalesa, i Juiz De Fora.
Tot i el seu temperament reservat, la seva identitat com a compositora era coneguda dins del món artístic: rebia encàrrecs de músics, d’institucions per a concursos, i va ser seleccionada per formar part d’una Exposició de Música Contemporània brasilenya a Tòquio.

## El seu mètode pedagògic
La trajectòria musical de l'Esther Scliar sempre ha estat lligada a l'acte docent, probablement també per influències del seu professor Koellreutter, que ja havia detectat deficiències a l'entorn pedagògic brasiler. Va aconseguir un reconeixement unànime com a mestra entregada, i segons Figueiredo:
“Tothom havia de passar per Esther. Així que qualsevol persona, en algun moment del seu currículum, havia d'haver estudiat amb Esther Scliar”
En la seva època, sempre va ser més reconeguda com a pedagoga que com a compositora, Emilio Terraza la descrigué com "la Nadia Boulanger del Brasil".
Molts estudiants la volien tenir com a professora, inclosos músics populars de renom, per motius tècnics però també perquè no tenia prejudicis amb la música popular. El seu perfil pedagògic buscava adaptar-se a la realitat dels alumnes, sense renunciar a oferir consistència teòrica. Tot i que el seu mètode es basava en l'escriptura tradicional, la comprensió de la música de Scliar no va imposar judicis sobre valors o límits estètics, sinó que va assegurar que els seus alumnes fossin sensibles i oberts a les noves tendències de la música del segle xx.
Quan Scliar impartia classes als Seminaris Pro Arte va adoptar elements del llibre Entrenament elemental per a músics de Hindemith, que estructura el treball de ritme i la melodia per separat, per a després combinar-les. Aquest procediment va influir en el mètode de Scliar, que separa l'estudi de les durades i el de les altures, promovent gradualment la integració d'aquests dos. Scliar ofereix recursos que estimulen la percepció més enllà de la tonalitat, per apropar-se a la música del segle XX: En el treball melòdic, l'alumne ha d'intentar cantar i percebre combinacions d'intervals atonals perquè la seva oïda no estigui condicionada a la jerarquia de tònica dominant i subdominant de la música tonal.
Treballa totes les combinacions possibles de durades i intervals, començant dividint una pulsació en 8 parts i combinant silencis amb sons. Llavors desplaçava aquests silencis, i anava augmentant la seva duració, creant totes les opcions rítmiques. Pels intervals va utilitzar un mètode semblant, començant pel de 2a menor, i apilant-los per a construir tots els altres intervals.
També treballa la precisió rítmica dels grups artificials, molt utilitzats a la música comtemporània. Per organitzar-los busca el mínim comú múltiple entre el nombre de notes del grupet i les pulsacions que ocupen, per tal de dividir el pols en figures més petites i veure en quin moment exactament encaixen. Això facilita la interpretació d'aquests, sobretot dels grupets de divisió ternària que ocupen 2 o 4 temps, i de divisió quaternària que ocupen 3 temps.

## Obres destacables

### Composicions
Les composicions de Scliar sovint s'inspiraven en la música popular. Va compondre unes noranta obres. Les seves composicions més destacables inclouen: 
1950
- Ao sair da Lua per a cor a 3 veus

1952
- A pedrinha vai per a cor a 4 veus

1953
- Vira a Moenda per a cor a 4 veus
- Dorme-Dorme per a cor a 4 veus
- Beira Mar
- Maracatu Elefante (basat en una melodia de Capiba)
- Papagaio louro (text: Geny Marcondes)
- Flor da noite (text: Geny Marcondes)
- Acalanto (text: Geny Marcondes)
- Oração à manhã (text: Geny Marcondes)
- Por sete mares (text: Geny Marcondes)
- Bumba meu boi
- Uma, dues angolinhas
- Romeiro de São Francisco
- Si quizieras que cantemos
- La Virgen de las Mercedes
- Toada de Nanã

- No Parque per a cor infantil

1954
- A Esquila per a veu i piano amb poesia de Laci Osório
- Novos Cantares (amb poesia de García Lorca)
- Modinha (amb poesia de Langston Hughes)
- Modinha (amb poesia de Juan Ramón Jiménez)
- Eu plantei a cana
- João Pestana
- Boiadeiro

- Duas Toadas per a piano sol

1956
- Eu Fui Chamado pra Cantar no Limoeiro sobre un tema folk, per a 4 veus, quintet de corda i piano

1957
- Cantiga do Cacau per a cor
- Abertura

1960
- Sonata per a flauta i piano

- Orquestració d'A Marcha dos Deputados (música de Geny Marcondes) per  a Revolução na América do Sul, un documental d'Augusto Boal

1961
- Sonata per a piano

1962
- Direcció musical de Quatro Séculos de Maus Costumes, dirigida per Paulo Afonso Grisolli
- O Menino Ruivo per a cor mixt a capella, amb poesia de Reynaldo Jardim

- Desenho Leve per a cor, amb poesia de Cecília Meireles.

1963
- Partitura i direcció musical d'As famosas Asturianas de Augusto Boal

1964
- Canto Menor com Final Heróico per a cor, text: Reynaldo Jardim

1965
- Lua, Lua, Lua per a cor, text: Lucia Candall
- Pachamana per a cor
- Para Peneirar per a cor

- Entre o Ser e as Coisas per a veu i piano amb poesia de Carlos Drummond de Andrade

1966
- Música per a la pel·lícula A Derrota de Mário Fiorani

- Movimento de Quarteto per a quartet

1971
- Busca da Identidade entre o Homem e o Rio per a cor amb poesia de José Carlos Capinam

1973
- Sentimiento del Tempo per a cor mixt amb poesia de Giuseppe Ungaretti

1974
- Ofulú Lorerê ê (després d'una cançó d'Oxalá) per a cor

1976
- Imbricata per a flauta, oboè i piano

- Estudo nº 1 per a guitarra
- Praia do Fim do Mundo per a cor, amb poesia de Cecília Meireles

- Toada de Gabinete per a cor

1977
- Intermorfose

1978
- Invenção a Duas Vozes per a saxo alt i piano

### Llibres
- Fraseologia Musical (1982)
- Elementos de Teoria Musical (1985)
- Análise de Density 21, 5 de Varèse (1985)
- Solfejos Gradativos - Ed. Goldberg

## Alumnes destacables
Els alumnes més destacables que va formar Esther Scliar són: Milton Nascimento, Paulinho da Viola, Paulo Moura, Luiz Eça, Hélcio Milito, Egberto Gismonti, Vânia Dantas Leite, Paulo Dorfman, Ronaldo Miranda, Flávio de Oliveira i Marco Antônio Araújo, guitarrista al qual li dedicà una de les seves obres al morir d'un aneurisma cerebral als 36 anys.